# Edwin Pinto
Edwin Pinto SJ (* 24. Januar 1901 in Karatschi, Britisch-Indien (heute: Pakistan); † 7. Juni 1978) war ein indischer römisch-katholischer Geistlicher und Bischof von Ahmedabad.

## Leben
Edwin Pinto trat der Ordensgemeinschaft der Jesuiten bei und empfing am 9. September 1932 das Sakrament der Priesterweihe.
Am 5. Mai 1949 ernannte ihn Papst Pius XII. zum Bischof von Ahmedabad. Der Erzbischof von Saragossa, Rigoberto Domenech y Valls, spendete ihm am 16. Oktober desselben Jahres die Bischofsweihe; Mitkonsekratoren waren der Bischof von Sigüenza-Guadalajara, Lorenzo Bereciartúa y Balerdi, und der Bischof von Pamplona, Enrique Delgado y Gómez.
Am 4. August 1973 trat Edwin Pinto als Bischof von Ahmedabad zurück.
Er nahm an allen vier Sitzungsperioden des Zweiten Vatikanischen Konzils als Konzilsvater teil.